# موعظه هویی
موعظه هویی (آلمانی: Huies Predigt) فیلمی در ژانر مستند به کارگردانی ورنر هرتسوک است که در سال ۱۹۸۱ منتشر شد.